# Françoise Sagan
Françoise Sagan, pseudoniem van Françoise Quoirez (Cajarc, Lot, 21 juni 1935 — Honfleur, Calvados, 24 september 2004), was een Franse schrijfster en filmregisseuse. Ze maakte deel uit van de Nouvelle Vague-stroming.

## Biografie
Sagans moeder stamde uit een rijke familie van grootgrondbezitters. De familie van haar vader vergaarde fortuin in de industrie. Haar ouders hielden van het goede leven, feesten en snelle auto's. Dit bepaalde de thematiek in het werk van Sagan. Haar favoriete thema's waren een gemakkelijk leven, snelle wagens, villa's en herenhuizen, de zon, een mengeling van cynisme, sensualiteit, onverschilligheid en nutteloosheid.
Ze publiceerde haar eerste roman, Bonjour tristesse, in 1954 op de leeftijd van 18 jaar. Deze roman maakte haar in één klap wereldberoemd. Haar vader wilde niet hebben dat hij zijn naam op de cover van een ordinaire roman zou zien staan. Franҫoise koos daarom een pseudoniem: ze noemde zichzelf naar de Prince de Sagan, een personage uit Marcel Prousts A la recherche du Temps Perdu (1913-1927).
Van haar eerst verdiende geld (uit auteursrechten) kocht Sagan een tweedehands Jaguar XK120. In de literatuurgeschiedenis wordt ook een Jaguar XK140 genoemd.
Nog in 1954 begon ze op verzoek van Hélène Gordon-Lazareff, de directrice van het tijdschrift Elle, een serie artikelen over Italië. Ze gaf elke aflevering titels als "Bonjour Naples", "Bonjour Capri" en "Bonjour Venise". Dit "Bonjour" werd haar handelsmerk.
Haar buitensporige gebruik van drugs en alcohol brachten haar regelmatig in moeilijkheden. In februari 1995 werd ze veroordeeld tot één jaar gevangenis met uitstel en werd ze door de rechter verplicht een ontwenningskuur te volgen, nadat ze werd betrapt met cocaïne. In 1957 ging ze met haar auto (een Aston Martin DB2/4 cabriolet) over de kop en bleef 36 uur bewusteloos, in 1985 zweefde ze na een zware hartaanval dagenlang tussen leven en dood. Whisky, gokken en Ferrari's zijn beter dan de huishouding doen, gaf ze in een interview te kennen.
In 2002 deed een haveloze Sagan op tv haar beklag dat ze aan de grond zat door gokschulden. In hetzelfde jaar werd ze veroordeeld wegens fraude tot één jaar voorwaardelijk, omdat ze in 1994 omgerekend 838.469 euro en in 1995 omgerekend 610.000 euro aan de fiscus had vergeten op te geven. Ze had het geld gekregen van het olieconcern Elf Aquitaine om haar goede vriend François Mitterrand investeringen in Oezbeekse olievelden aan te praten.
Françoise Sagan was gescheiden van de uitgever Guy Schoeller en vervolgens ook van Robert Westhoff, met wie ze een zoon Denis had. Ze stierf in september 2004 in het ziekenhuis aan de gevolgen van een longembolie.
In 2008 verscheen een film over haar bewogen leven onder de titel Sagan en naar regie van Diana Kurys. De rol van Sagan wordt hierin vertolkt door de Franse actrice Sylvie Testud. De film begint vlak voordat Sagan het bericht krijgt dat haar debuut Bonjour Tristesse zal worden gepubliceerd en bestrijkt een groot aantal van haar schandalen en hedonistische levensstijl, tot aan haar dood in 2004. Sagan werd geportretteerd als een zwaar aan drank, sigaretten en cocaïne verslaafde en uiteindelijk totaal ontredderde vrouw. De film ging ook in op haar biseksualiteit en haar liefdesaffaires met mannen en vrouwen.

### Romans
- 1954 - Bonjour tristesse, bekroond met de Prix des Critiques (1954), vertaald als Bonjour tristesse door onder anderen Hubert Lampo, en laatstelijk door Marianne Gossije (2009)
- 1955 - Un certain sourire, vertaald als Een verre glimlach door Hubert Lampo
- 1957 - Dans un mois, dans un an, vertaald als Over een maand, over een jaar door Hubert Lampo (oorspronkelijke Nederlandse titel: Binnen een maand, binnen een jaar)
- 1959 - Aimez-vous Brahms?, vertaald als Houdt u van Brahms... door Th. Oegema van der Wal
- 1961 - Les Merveilleux Nuages, vertaald als De wonderlijke wolken door Remco Campert
- 1965 - La Chamade, vertaald als Het sein tot overgave door Hubert Lampo
- 1968 - Le Garde du coeur, vertaald als Met hart en hand door G.A. Prinsen
- 1969 - Un peu de soleil dans l'eau froide, vertaald als Een beetje zon in het koude water door Simone Dubois
- 1972 - Des bleus à l'âme, vertaald als Blauwe plekken op de ziel door Simone Dubois
- 1974 - Un Profil perdu, vertaald als Een verloren profiel door Simone Dubois
- 1977 - Le Lit défait, vertaald als Het onopgemaakte bed door Marianne Minier
- 1980 - Le Chien couchant, vertaald als Een slaafse hond door Daniël Visser
- 1981 - La Femme fardée, vertaald als De geverfde vrouw door Angèle Manteau
- 1983 - Un Orage immobile, vertaald als Een roerloos onweer door Angèle Manteau
- 1985 - De guerre lasse, vertaald als De oorlog beu door Margreet Hirs
- 1987 - Un Sang d'aquarelle, vertaald als Bloed van waterverf door Margreet Hirs
- 1989 - La Laisse, vertaald als Aangelijnd door Hepzibah Kousbroek
- 1991 - Les Faux-Fuyants, vertaald als Uitvluchten door Hepzibah Kousbroek
- 1994 - Un Chagrin de passage, vertaald als Een korte pijn door Marijke Arijs
- 1996 - Le Miroir égaré, vertaald als De verloren spiegel door Marijke Arijs
- 2019 - Les Quatre Coins du cœur, vertaald als De hoeken van het hart, door Saskia Taggenbrock en Martine Woudt

### Novellen
- 1975 - Des yeux de soie, vertaald als ogen van zijde door R. Koneck
- 1979 - Les fougères bleues
- 1981 - Musique de scène, vertaald als Tranen in de rode wijn door Saskia van der Sommen
- 1985 - La maison de Raquel Vega

### Toneelstukken
- 1958 - Le Rendez-vous manqué
- 1960 - Château en Suède, bekroond met de Prix du Brigadier (1960), vertaald als Kasteel in Zweden door Remco Campert
- 1961 - Les violons parfois
- 1963 - La Robe mauve de Valentine, vertaald als De mauve jurk van Valentine door Remco Campert
- 1964 - Bonheur, impair et passe, vertaald als De laatste troef door Remco Campert
- 1966 - Le Cheval evanoui, vertaald als Het flauwgevallen paard door Remco Campert
- 1970 - L'Écharde
- 1970 - Un piano dans l'herbe, vertaald als Een piano in het gras door Ankie Peypers
- 1978 - Il fait beau jour et nuit
- 1987 - L'Excès contraire

### Biografie
- 1987 - Sarah Bernhardt : le rire incassable, vertaald als Sarah Bernardt: de onverwoestbare lach door Margreet Hirs

### Memoires
- 1984 - Avec mon meilleur souvenir, vertaald als Dierbare herinneringen door Greetje van den Bergh
- 1998 - Derrière l'épaule

## Filmografie
- 1958 - Bonjour tristesse, naar haar gelijknamige roman, in een regie van Otto Preminger
- 1963 - Landru, script en dialogen, in een regie van Claude Chabrol; scenario vertaald als Landru door Remco Campert
- 1970 - Le Bal du comte d'Orgel, dialogen, in een regie van Marc Allégret, naar een roman van Raymond Radiguet
- 1974 - Encore en hiver, script en regie
- 1977 - Les Borgia ou le sang doré, gedeelte van het script, televisiefilm in een regie van Alain Dhenault
- 1977 - Les Fougères bleues, adaptie voor film en regie, naar haar kortverhaal Les Fougères bleues
- 1979 - Voorzitster van het Filmfestival van Cannes
- 1990 - La Femme Fardée, naar haar gelijknamige roman, in een regie van José Pinheiro
- 2008 - Sagan, film over haar leven, in een regie van Diane Kurys

## Prijzen
- 1954 : de Prix des Critiques voor Bonjour Tristesse
- 1960 : de Prix du Brigadier (die voor het eerst uitgereikt werd), voor Château en Suède zoals opgevoerd in het Théâtre de l'Atelier
- 1985 : de Prix Albert de Monaco voor haar volledig oeuvre

## Biografen
- 1988 - Jean-Claude Lamy, Sagan
- 2004 - Alain Vircondelet, Un Charmant petit monstre
- 2005 - Geneviève Moll, Madame Sagan
- 2008 - Marie-Dominique Lelièvre, Sagan à toute allure
- 2004 - Sophie Delassein, Aimez-vous Sagan...
- 2007 - Annick Geille, Un amour de Sagan

- Bibsys: 90091255
- Biblioteca Nacional de España: XX989456
- Bibliothèque nationale de France: cb119232743 (data)
- Catàleg d'autoritats de noms i títols de Catalunya: 981058608264806706
- CiNii: DA00947344
- Digitale Bibliotheek voor de Nederlandse Letteren: saga002
- Gemeinsame Normdatei: 118750712
- International Standard Name Identifier: 0000 0001 2144 4653
- Library of Congress Control Number: n79021390
- Nationale Bibliotheek van Letland: 000003116
- MusicBrainz: 109b4199-b4f3-40d6-8ea6-e7b7d1ee45a3
- Bibliotheek van het Japanse parlement: 00455137
- Nationale Bibliotheek van Tsjechië: jn19990007296
- Nationale bibliotheek van Australië: 35438298
- Nationale Bibliotheek van Israël: 987007267313205171
- Nationale Bibliotheek van Polen: a0000001209583
- Nationale en Universitaire bibliotheek Zagreb: 000001158
- Nederlandse Thesaurus van Auteursnamen: 068961413
- Réseau des bibliothèques de Suisse occidentale: 02-A000142800
- Russische Staatsbibliotheek: 000083802
- Istituto Centrale per il Catalogo Unico: CFIV006541
- LIBRIS: 198797
- SNAC: w6js9rt0
- Système universitaire de documentation: 027687937
- Trove: 952849
- Union List of Artist Names: 500105131
- Virtual International Authority File: 96464325
- WorldCat: E39PBJcWp6dX3CJfYfMJHR3CwC

1. 1 2  matchID; geraadpleegd op: 1 juni 2022; Fichier des personnes décédées-identificatiecode: P-fr6kETgJPo.
2. ↑  Enciclopedia universal ilustrada europeo-americana; pagina('s): 300-301; volume: Suplemento 1961-1962.